# هارموئیه
هارموئیه، روستایی از توابع بخش مرکزی شهرستان بافت در استان کرمان ایران است.
مردم این روستا ترک زبان و از طایفه آل کسللو ایل افشار هستند و به زبان ترکی افشاری تکلم میکنند.
از فامیل های پرتعداد این روستا می توان به محمود آقایی و جعفرآقایی اشاره کرد.

## جمعیت
این روستا در دهستان گوغر قرار دارد و براساس سرشماری مرکز آمار ایران در سال ۱۳۸۵، جمعیت آن ۱۱۷ نفر (۳۰خانوار) بوده‌است.